# Elaterina
Elaterina is een geslacht van kevers uit de familie  
kniptorren (Elateridae).
Het geslacht is voor het eerst wetenschappelijk beschreven in 1961 door Gardiner.

## Soorten
Het geslacht omvat de volgende soort:
- Elaterina liassica Gardiner, 1961